# マスクフェティシズム

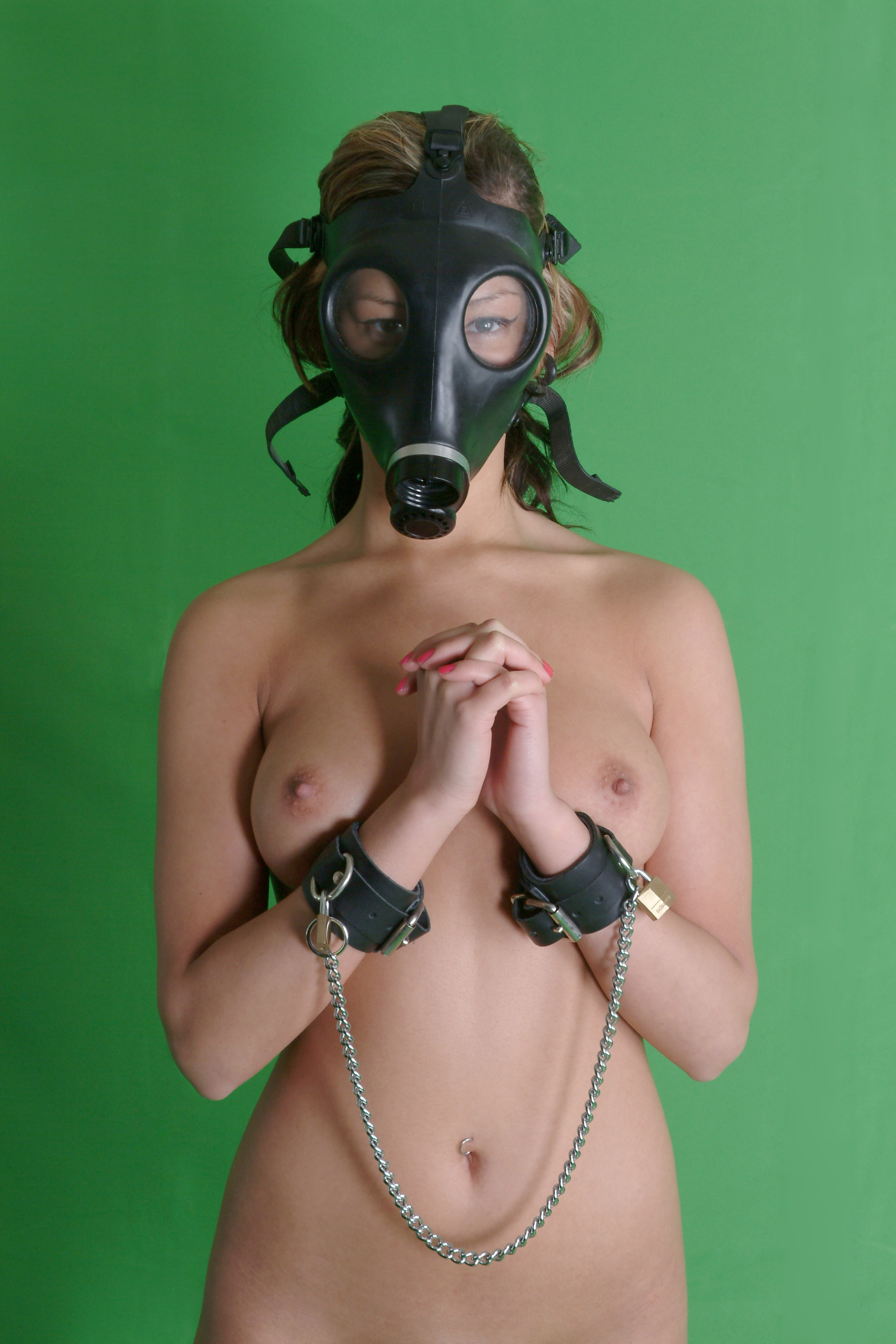
ガスマスクをした裸の女性

マスクフェティシズム (Mask Fetishism) とはフェティシズムの一種で、マスクをした異性やマスクそのものへの執着した性的興奮を得る場合を指す。

## 概要
特定の衣類、もしくはその着用により著しい性的興奮を覚えるフェティシズムがある。その中で特定の衣類がマスクに限定された場合、このマスクフェティシズムと言える。もともとマスクそのものが近年になって発達した装着具であり、歴史的には新しいものと言える。特に嗜好として際立つものはラバーフェティシズムとオーバーラップするガスマスクに対するフェティシズムであり、愛好者も多い。これは第一次世界大戦以降に用いられた防毒マスクが重く分厚いゴム製であったこと、その装着した姿の異様さなどから発生したフェティシズムの一つである。また近年では医者や歯科衛生士などがマスクをしているために職業的な憧れを内包するマスクフェティシズムも存在している。
もともとアラビア半島などイスラーム文化圏においては女性の顔はチャドルやヴェールで隠されていた。日本においても高貴な身分の人は家臣と直接顔を合わせることはしなかった。こうした歴史的背景から、このフェティシズムを顔を隠した異性への憧憬と解釈すればかなり古くから存在した嗜好ということも言える。そのためマスクをした異性への執着がそのままマスクフェティシズムと言えるかどうかは議論と分析の余地がある。

## マスクの分類

### 拘束的なマスク
- 全頭マスク

全頭マスクはSMで用いられる拘束具の一種で、名前の通りに頭部全体を包み込むマスクである。素材は革やPVC、ラバーが多く、目や口の開口部が塞ぐことのできる製品も多い。顔と頭を拘束されるため被虐感が高く、SMプレイに多く用いられる。このマスクへの執着はサディズム、マゾヒズム的な傾向が強い。圧迫系プレイにも使われる。
- ガスマスク

ガスマスク（防毒マスク）はガラス（アクリル）製の眼孔と防毒フィルターなどを有しており、顔に密着して使用する。装着感は重く、呼吸も苦しくなるために毒ガスや汚染大気がない環境では使用する必要が無い。しかしその異様な外観と呼吸を支配する機能により、ラバーフェティシストの中には愛好者も多い。女性に着用させた場合、ミスマッチが特有な美を演出することがある。また防毒フィルターでは無く長い吸気ホースを付けゴム臭い空気を吸う（吸わせる）ことによりいっそうの性的興奮を得る。しばしばラバーフェティシズムとオーバーラップする。

### 医療的なマスク
- ガーゼマスク

もっとも一般的なマスクはガーゼマスクである。女医や看護師と言った白衣に対するフェティシズムやセーラー服やブレザーといった制服に対するフェティシズムとオーバーラップしやすい。また1980年代の暴走族全盛期においては顔を隠すためにガーゼマスクをしている者が多く、中にはレディースと呼ばれる女性暴走族にもマスク着用者が少なくなかった。改造セーラー服やボンデージスーツと言った威圧感のあるコスチュームに対するフェティシズムとオーバーラップしやすい。
ガーゼマスクを好む人の殆どは小学校時代の給食衣姿の異性でマスクフェチに目覚めたケースが多く、いわゆる「割烹着フェチ」と被ることがある。又、フジテレビ系「クイズドレミファドン」の名物であったバッテンマスクによって目覚めたケースも決して少なくない。それ以外にも小中学校時代に、掃除の時間に全員ガーゼマスクの着用を義務付けられた経験や、インフルエンザの大流行時、学級閉鎖になったクラスは登校再開しても一週間位は全員マスクを着用させられたりと、昭和40～50年代に小中学校をすごした世代は、常日頃から異性のガーゼマスク着用に遭遇する機会が多く、その時期にマスクに強い関心を持った人が多い。特に暴走族が流行した時期は、その予備軍的な女生徒（特に可愛い子がヤンキーになるケース多く）が風邪でもないのにマスクをかけて登下校する姿が多く見られ、そのマスク姿に性的興奮をおぼえマスクフェチとなったケースも多いと予想される。
ガーゼマスクはその人の扱い方によって洗濯等の影響もありシワになったガーゼマスクも存在し、ガーゼマスクフェチの間では新品のガーゼマスクフェチとシワになって縮んだガーゼマスクを好む人がおり、ネット上でマスクフェチ同士で議論になることもある。ガーゼマスクをすることを好むタイプの人の場合も新品派と洗濯などでシワになったマスクを好む人がいるが、中にはマスクを二重や三重に装着して拘束間を楽しむ人やガーゼマスクのデザインや感触に性的興奮を覚える人がいる。アダルトのカテゴリーに入れるなら、女性の使用済みマスクを好む人もいる。
- プリーツマスク

プリーツマスクは通称「サージカルマスク」「不織布マスク」と呼ばれているが、マスク愛好者にはプリーツマスクと呼ばれていることが多い。装着姿が歯科医や歯科衛生士、また手術着姿に多いことから女医や看護師と言ったといった制服に対するフェティシズムとオーバーラップしやすい。また、90年代以降、花粉の影響で一般家庭でも使い捨てマスクとして普及し、一般のマスクフェチにも簡単に手に入るようになった。ガーゼマスク愛好者が外出時に二重にマスクをしたい時にガーゼマスクの上にプリーツマスクを重ねることもある。
- 立体マスクフェチ

立体マスクは90年代後半でも病院等では売られていたが、2003年辺りからユニチャームから発売された「超立体マスク」が花粉症患者に普及した為、発売当初はマスク愛好者ですら外で着けるのは恥ずかしいと言われていたが、現在はそのデザインの良さから、マスク愛好者以外にもアニメやゲームのキャラクターのコスプレ愛好家にも使用されることがある（主に新造人間キャシャーンなど）。また、立体マスクのその肌触りの良さから愛用している人もいる。
- 韓国マスク

鳥インフルエンザの影響でサイズの大きい韓国のマスクが日本でも流通し始めた。日本のマスク愛好者にも普及し、日本のマスクと違ってサイズも極端に大きいので単なる防寒具としてでなく顔を包むようにフィットするため好まれるようになった。顔の小さい女性が装着すると顔の半分以上が隠れてしまう。基本的に白色と青色が多く、後者は外で着けて街を歩くのは恥ずかしいと言う意見もある。韓国マスクもプリーツマスク同様、サイズが大きい為、ガーゼマスクフェチが外出時に二重にマスクをしたい時にガーゼマスクの上に韓国マスクを重ねることもある。
- 酸素マスク

酸素マスクや麻酔マスクは密閉型のマスクが多く、呼吸の制御感が強く圧迫系プレイの愛好者もしくは医療系プレイの愛好者が興味を持つ傾向にある。より強い拘束感や異性の口臭に関心をもって酸素マスクを嗜好する場合はすでにマスクフェティシズムからは外れている。海外ではクロロホルムをかがせて女性を眠らせておいて好きに陵辱する、というフェティシズムが存在するためその小道具としても用いられるので愛好者が多い。実際に酸素や麻酔ガスを用いることはほとんどなく、雰囲気を楽しむものである。単体で酸素マスクという嗜好よりは他のフェティシズムとオーバーラップする傾向にある。